# Bach et Laverne
Bach et Laverne est un duo comique français formé par le comique troupier Bach et le comédien Henry-Laverne, actif de 1928 à 1938.

## Carrière
Bach et Laverne enregistrent des sketches entre 1928 et 1938 pour Odeon. Tout va bien (1931) sert de canevas à Paul Misraki  pour les paroles de Tout va très bien madame la marquise, et Ray Ventura, éditeur de la chanson, accepte de faire figurer leurs noms comme paroliers de la chanson. Ils s'autoproclament alors « créateurs du Petit Théâtre Phonographique ».

## Liste de sketches
- C'te pauv' Joséphine ! (Odeon Ki 2043, 1938)
- La noce d'Arthémise (Odeon Ki 2548 et Ki 2549, 1929)
- Le baptême des z'oziaux (Odeon Ki 2550, 1929)[3]
- Chez le docteur (Odeon Ki 2551, juillet 1929)[3]
- Le hochet chinois (novembre 1929)
- La fable à Toto (Odeon Ki 2770, 1929)
- La chasse au lion (Odeon Ki 2773, novembre 1929)
- Chez le pharmacien (Odeon Ki 2980, 1930)[3]
- Chez le juge (Odeon Ki 2982, janvier 1930)[3]
- Merci bien m'sieurs dames (Odeon Ki 2983)
- Pour rire en société (Odeon Ki 2984)
- Un début au théâtre (Odeon Ki 3191, 1930)
- L'embouteillage (Odeon Ki 3192, 1930)
- American-dentist (Odeon Ki 3403, juin 1930)
- A la Poste (Odeon Ki 3404, 1930)
- Chez la somnambule (Odeon Ki 3405, 1930)
- Au magasin (Odeon Ki 3406, juin 1930)
- Au salon de l'auto (Odeon Ki 3666, 1930)
- La tour Eiffel S.V.P. (Odeon Ki 3667, septembre 1930)
- Les gaitės de la radio (Odeon Ki 3757, 1930)
- Les gendarmes à pied (Odeon Ki 3758, 1930)
- Le fauconnier du roy, Drame un peu « de cape », beaucoup « d'épée » en un acte... de désespoir (Odeon Ki 3886, 1930)
- En chemin de fer (Odeon Ki 3887, décembre 1930)
- A la foire (Odeon Ki 4000 et Ki 4001)
- La chanson du cornemuseux (Odeon Ki 4080)
- Les épouseux du Berry (Odeon Ki 4081)
- Le Mistingo (Odeon Ki 4083, 1930)
- À la caserne (Odeon Ki 4084, janvier 1930)[3]
- Toto, mange ta soupe (Odeon Ki 4299, 1930)[4]
- Chez l'bistrot (Odeon Ki 4300, 1930)
- Au garage (janvier 1931)
- Boulou-boulou (mai 1931)
- À propos d'clous (Odeon Ki 4499, 1931)
- Chez le magnétiseur (Odeon Ki 4500, juin 1931)
- T'y dis - T'y oui ? Du film En Bordée (Odeon Ki 4510, 1931)
- Tout va bien (1931)
- Chez le tailleur (Odeon Ki 4625, 1931)
- Le roi des commis-voyageurs (Odeon Ki 4626, 1931)
- Le bandit corse (Odeon Ki 5060, 1932)
- Deux bons copains (Odeon Ki 5061, 1932)
- L'Accident (Odeon Ki 5208, 1932)
- Chez le contrôleur des contributions (Odeon Ki 5209, janvier 1932)
- Toto au jardin des plantes (juin 1932)[5]
- Le cuistot (20 février 1932)
- Aux objets trouvés (20 février 1932)
- Réunion électorale (20 février 1932)
- Réunion électorale (février 1932)
- À la boxe (15 avril 1932)
- Attaque nocturne (15 avril 1932)
- Le troufion mélomane (octobre 1932)
- Les joies du téléphone (Odeon Ki 5356, 15 avril 1932)
- Ah c'permis de conduire (Odeon Ki 5357, avril 1932)
- Une drôle d'escouade (Odeon Ki 5458, 1932)
- Chez l'apothicaire (Odeon Ki 5459, juin 1932)
- Chez le coiffeur (Odeon Ki 5464, 1932)
- Les deux concierges (Odeon Ki 5465, 1932)
- Aux bains de mer (Odeon Ki 5718, novembre 1932)
- A l'infirmerie (Odeon Ki 5719, 1932)
- Chez le costumier (Odeon Ki 5830, 1933)
- Un domestique modèle (Odeon Ki 5831, janvier 1933)
- Les pompiers de Nanterre (Odeon Ki 5876, 1933)
- Le couronnement de la rosière (Odeon Ki 5877, février 1933)
- A la cantine (Odeon Ki 5932, 1933)
- Z'allo ! Z'allo ! (Odeon Ki 5933, 1933)
- Tranquill'hôtel (Odeon Ki 6140, 1933)
- Chez l'avocat (Odeon Ki 6141, juillet 1933)
- Au bureau des naissances (Odeon Ki 6307, novembre 1933)
- Chez le percepteur (Odeon Ki 6308, 1933)
- Le professeur Dodièze (novembre 1933)
- La pêche à la belle-mère (Odeon  Ki 6476, 1934)
- le père Lamourette (Odeon Ki 6477, 1934)
- Chez le commissaire (février 1934)
- A la charcuterie (Odeon Ki 6670, 1934)
- Un bock bien tiré (Odeon Ki 6671, avril 1934)
- Chez le cordonnier (Odeon Ki 6672, 1934)
- Chez le rebouteux (Odeon Ki 6673, 1934)
- Mots croisés (Odeon Ki 6942, 1934)
- Chez le photographe (Odeon Ki 6943, 1934)
- Le fil à la patte (Odeon Ki 7590, 1936)
- Le plus beau cochon de France (Odeon Ki 7591, 1936)
- A l'agence matrimoniale (Odeon Ki 7195, 1935)
- Au bureau de placement (Odeon Ki 7196, 1935)
- Au cinéma (Odeon Ki 7197, 1935)
- Au bureau de tabac (Odeon Ki 7198, 1935)
- Oh ! Funérailles… (mars 1935)
- Toto apprend le piano (Odeon Ki 7369 et KI 7370, 1935)[5]
- Soirée de Gala (Odeon Ki 8200, 1937)
- Le garde champêtre est bon enfant (Odeon Ki 8201, 1937)
- Toto a bobo
- Le soldat poireau[6]
- Ah ! Quel numéro[6]
- Dis-moi pourquoi…[6]
- La bleusaille[6]
- Un joyeux malade
- Le pâtre des grands boulevards
- Le gros lot
- Chez le peintre
- Au restaurant
- Toto à l'école (1938)

Entre parenthèses, date de l'enregistrement et numéro de la matrice du disque 78tr Odeon correspondant.

## Autres chansons
- Le Mistingo (OCLC 761691216)

## Enregistrements
- Bach & Laverne, Les créateurs du Théâtre Phonographique (1929-1934, 2CD Adès / Coll. « Les rois du rire » Marianne Mélodie 071840) (OCLC 742788315 et 658374296)